# 藤原旅子
藤原旅子（759年—788年），日本第五十代桓武天皇的夫人，式部卿藤原百川之女，生淳和天皇。
延曆四年（785年），授從三位。延曆五年（786年）正月，為夫人。延曆七年五月四日（788年6月12日），逝世，年三十，死後追贈正一位妃。淳和天皇即位後，追封為皇太后。

## 來源
大日本史卷之七十六 列傳第三 后妃三 （页面存档备份，存于）